# Josh Groban
Joshua Winslow Groban (sinh ngày 27 tháng 2 năm 1981) là nhạc sĩ, ca sĩ, danh hài người Mỹ từng được đề cử giải Grammy. Album Noel (2007) của anh đứng đầu bảng xếp hạng các album bán chạy nhất Hoa Kỳ năm 2007. Tính đến  năm 2012, các đĩa nhạc của anh đã bán được hơn 25 triệu bản trên toàn thế giới.

## Thời thơ ấu và niên thiếu
Josh Groban sinh tại Los Angeles, California trong một gia đình viên chức yêu nghệ thuật. Bố anh, ông Jack Groban là người Mỹ gốc Do Thái có tổ tiên là người Nga lai Ba Lan di cư. Mẹ anh, Lindy Groban là người gốc Na Uy. Tổ tiên bà đến từ Toten, một quận phía Đông Na Uy. Bố của Josh Groban đã cải đạo sang Thiên Chúa giáo khi ông cưới bà Lindy. Josh có một em trai, Chris kém anh bốn tuổi và họ có chung ngày sinh nhật.
Mặc dù bố mẹ Groban không phải là nghệ sĩ nhưng họ đều là những người yêu nghệ thuật. Bố anh từng chơi kèn trompet khi ông còn là sinh viên đại học. Lúc nhỏ, cậu nhóc Groban thường dùng xoong chảo làm nhạc cụ và chỉ đến năm học lớp năm, Josh mới trình diễn trước đám đông. Đó là trong một buổi diễn văn nghệ ở trường. Josh kể lại rằng khi mẹ anh lần đầu nghe anh hát, bà đã không tin đó là con trai mình, sau đó bà đã bật khóc. Tuy nhiên, Josh vẫn phải tập trung cho việc học. "Tôi thích thú mọi khía cạnh của nghệ thuật, nhưng kết quả học tập của tôi đã tồi tệ đi...Vì vậy tôi đến học ở Trường Bridge để nâng các con điểm lên thành A". Thời gian ở trường Bridge, Groban tham gia các lớp học bình thường từ 9 giờ sáng đến 1 giờ chiều, sau đó tham gia các lớp học kịch. Trong hai năm 1997 và 1998, Groban tham gia trại hè Nghệ thuật ở Michigan, nơi cậu tập nhạc kịch với các bạn, cũng là lúc Josh bắt đầu học các bài luyện thanh. "Tôi tập nhạc kịch khá nhiều. Tôi có một giọng nam trung khá, vì thế tôi bắt đầu diễn kịch và hát trong các vở kịch ở trường". Josh cho biết.
Bước ngoặt lớn nhất đã làm thay đổi cuộc sống của Groban là vào cuối năm 1998, khi anh được giới thiệu với nhạc sĩ, nhà sản xuất âm nhạc lừng danh David Foster, người đã góp phần tạo nên thành công của những nghệ sĩ như Celine Dion, The Corrs, Brian Mc Knight... David Foster, sau khi nghe bản thu âm của Josh mà thầy giáo luyện thanh của cậu gửi tới đã quyết định mời cậu thiếu niên 17 tuổi tới hát tại buổi hòa nhạc chào mừng lễ nhận chức của thống đốc bang California bấy giờ là Gray Davis. Sau đó, Josh lại được David mời đến hát trong buổi diễn tập trước lễ trao giải Grammy 1999 thay thế vai trò của giọng Tenor lừng danh Andrea Bocelli. Josh, ban đầu từ chối vì sợ không đảm nhiệm nổi, nhưng David Foster đã khích lệ cậu. Cuối cùng, Groban đã cùng hát với Celine Dion ca khúc The Prayer của Foster trong buổi diễn tập đó. Sau này, cả Celine Dion và Groban đã nhiều lần nhắc lại kỉ niệm đó, với hình ảnh cậu bé tóc xoăn "trông như mới 12 tuổi" đứng run rẩy trong đám đông hơn 50 nghệ sĩ lừng danh của nước Mỹ và cất giọng baritone trời phú của mình làm mọi người đều kinh ngạc.
Sau khi tốt nghiệp Trường Trung học Nghệ thuật hạt Los Angeles năm 1999, Groban vào học Đại học Carnegie Mellon ở Pittsburgh, Pennsylvania, ngành Kịch. Tuy nhiên, anh đã bỏ dở việc học ngay từ học kỳ đầu tiên khi nhận được bản hợp đồng thu âm từ hãng Warner Bros. Records, dưới tác động của David Foster.

## Con đường âm nhạc

### Khởi nghiệp
Nhận xét về tài năng của Groban, David Foster nói: "Tôi thích khả năng thiên phú của cậu ấy về pop và rock arena, nhưng tôi còn yêu năng khiếu về nhạc cổ điển của cậu ấy hơn nữa. Cậu ấy là một nguồn năng lượng âm nhạc đáng để khám phá". Đó là lý do tại sao dưới ảnh hưởng của Foster, album đầu tiên của Josh Groban tập trung vào các ca khúc đậm chất cổ điển như Gira Con Me hay Alla Luce Del Sole.
Sau đó, dưới sự đỡ đầu của David Foster, Groban hợp tác với rất nhiều tên tuổi lớn trong làng nhạc. Đầu tiên, anh song ca ca khúc There for me với Sarah Brightman trong tour La Luna vòng quanh thế giới của bà và ca khúc này cũng được đưa vào DVD La Luna concert.Tiếp đó, Groban song ca với Lara Fibian ca khúc For Always trong bộ phim A.I.: Artificial Intelligence (2001)(Tạm dịch: Trí thông minh nhân tạo). Groban cũng tham gia nhiều show diễn từ thiện như "The Andre Agassi Grand Slam Event For Children", hát cùng các nghệ sĩ như Elton John, Stevie Wonder, Don Henley, và Robin Williams; "Muhammad Ali's Fight Night Foundation" và "The Family Celebration" (2001) do cựu tổng thống Bill Clinton và vợ ông, nay là ngoại trưởng Mỹ Hillary Clinton làm chủ, với sự hỗ trợ của David E. Kelley và vợ Michelle Pfeiffer...
Sự xuất hiện của Groban trong các show diễn lớn đã khiến anh được đạo diễn David E. Kelly chú ý. Ông mời anh tham gia trong series phim truyền hình Ally McBeal, vào tháng 5 năm 2001, với vai diễn nhân vật Malcolm Wyatt. Trong tập phim này, Groban đã hát ca khúc You are still you. Nhân vật này của anh ngay lập tức gây được sự chú ý và đã có 8000 email gửi tới nhà sản xuất yêu cầu để nhân vật của Groban xuất hiện trở lại. Trong lần thứ hai xuất hiện, Groban đã hát ca khúc To where you are trong tập phim dành tưởng niệm các nạn nhân của vụ khủng bố 11 tháng 9 vào Trung tâm thương mại thế giới tại thành phố New York.
Sau thành công đó, Groban phát hành album mang tên anh vào ngày 20 tháng 11 năm 2001. Năm sau, album đã nhảy từ nhãn đĩa vàng sang đĩa đôi bạch kim.
Ngày 24 tháng 2 năm 2002, Groban trình diễn ca khúc The prayer với Charlotte Church tại Lễ bế mạc Thế vận hội mùa đông, và tới tháng 11 năm đó, anh có chương trình đặc biệt trên kênh truyền thông PBS, Josh Groban in Concert. Tháng 12 năm 2002, Groban hát To where you are và song ca The prayer với ca sĩ Na Uy Sissel Kyrkjebø trong buổi hòa nhạc tại lễ trao giải Nobel Hòa bình năm 2002 ở Oslo, Na Uy. Sau đó, cùng với The Corrs, Ronan Keating, Sting, Lionel Richie và nhiều nghệ sĩ tên tuổi khác, Groban tham gia buổi hòa nhạc mừng Giáng sinh tại Vatican. Năm 2003, Josh trình diễn tại buổi hòa nhạc do David Foster tổ chức cho Ngày Trẻ em Thế giới, hát The Prayer với Celine Dion và Aren't They All Our Children cùng các nghệ sĩ Yolanda Adams, Nick Carter, Enrique Iglesias, và Celine Dion.

### Hoạt động âm nhạc gần đây
Album thứ hai của Groban mang tên Closer, do David Foster sản xuất, được phát hành ngày 11 tháng 11 năm 2003. Groban nói rằng đây là đây là album thể hiện rõ chính anh và khán giá có thể qua đó khám phá về bản thân anh nhiều hơn. "Những gì mọi người biết về tôi là qua âm nhạc. Lần này, tôi cố gắng mở cánh cửa đó càng rộng càng tốt. Những ca khúc này là một bước lớn hơn để tới với con người của tôi và âm nhạc của tôi. Giống như tên của album đã nói rõ". Hai tháng sau khi Closer phát hành, nó đã nhảy từ vị trí thứ 11 lên vị trí thứ 1 trên bảng xếp hạng Billboard.Bản cover ca khúc You raise me up của Josh trở nên được yêu thích trong các bảng xếp hạng âm nhạc đương đại dành cho người lớn. Groban tiếp tục hát các ca khúc trong phim, bao gồm Remember trong bộ phim bom tấn Troy (cùng với Tanja Tzarovska) và Believe trong phim hoạt hình 3D The Polar Express (2004)và cover lại bài hát My December của nhóm Linkin Park với sự kết hợp đặc biệt chất cổ điển với nhạc Rock.
Mùa hè năm 2004, Groban trở lại Interlochen, nơi anh biểu diễn cho người dân địa phương và những người cắm trại và nói chuyện về những trải nghiệm trong nghề hát với tư cách là một nghệ sĩ trẻ. Ngày 30 tháng 11 năm 2004, anh cho ra DVD thứ hai, Live at the Greek. Cũng trong năm 2004, Josh trình diễn ca khúc Remembered when it rained với dàn nhạc giao hưởng tại lễ trao giải thưởng âm nhạc Mỹ American Music Awards nơi anh được đề cử giải Nam nghệ sĩ xuất sắc nhất trong hạng mục nhạc Pop. Josh và các bản thu của anh đã được đề cử rất nhiều giải thưởng trong năm 2004, bao gồm American Music Award, World Music Award, Academy Award, và một giải Grammy.
Ngoài ra, Groban còn xuất hiện và biểu diễn trên nhiều chương trình truyền hình nổi tiếng như The Oprah Winfrey Show, The Ellen Degeneres Show, Jay Leno, Larry King Live, The Rosie O'Donnell Show, 20/20, The Today Show, Macy's Thanksgiving Day Parade, Super Bowl XXXVIII, the Walt Disney World Christmas Day Parade, và the Rockefeller Tree Lighting.
Trong những tuần đầu tiên của tháng 9 năm 2006, đĩa đơn mới nhất của Groban có tên You Are Loved (Don't Give Up)ra mắt trên hệ thống của AOL. Ca khúc này rút từ album Awake chính thức phát hành tháng 11 năm 2006. Trong album này, Groban hợp tác với nhạc sĩ người Anh Imogen Heap viết ca khúc Now or never. Hai ca khúc mang âm hưởng nhạc châu Phi là Weeping và Lullaby được Josh hát cùng với nhóm nhạc acapela đến từ châu Phi Ladysmith Black Mambazo. Groban cũng thực hiện tour Awake vòng quanh nước Mỹ với Angelique Kidjo. Năm 2007, Groban thực hiện tour Awake ngoài nước Mỹ, tới 71 thành phố từ tháng 2 đến tháng 8, tới tận Australia và Philippines. Anh cũng hát chung ca khúc All I know of love với Barbra Streisand và Somewhere over the rainbow với Mireille Mathieu.
Tháng 6 năm 2007, Josh Groban đến London thu âm album Giáng sinh với dàn nhạc giao hưởng London và dàn đồng ca trường cao đẳng Magdalen. Album này được phát hành ngày 9 tháng 10 năm 2007 với tiêu đề Noel.[9]Noel ngay lập tức được chào đón trên khắp nước Mỹ và phá vỡ nhiều kỷ lục dành cho một album nhạc giáng sinh và trở thành album bán chạy nhất năm 2007 ở Mỹ chỉ 10 tuần sau khi phát hành, với con số 3.6 triệu bản.
Ngày 10 tháng 2 năm 2008, Josh Groban trình diễn tại lễ trao giải Grammy cùng với Andrea Bocelli để tưởng niệm giọng tenor số 1 thế giới Luciano Pavarotti. Anh cũng được đề cử tại giải thưởng âm nhạc Juno tại hạng mục Album quốc tế của năm cho album Noel. Anh cũng thu âm ca khúc La Boheme với huyền thoại âm nhạc Pháp Charles Aznavour trong album Duets của ông.
Ngày 1 tháng 7 năm 2008, Josh song ca cùng Sarah Brightman tại buổi hòa nhạc tưởng niệm công nương Diana tại sân vận động Wembley, trước khoảng 15 triệu khán giả Anh theo dõi qua truyền hình. Buổi diễn được truyền trực tiếp tới 140 nước trên thế giới.
Ngày 15 tháng 7 năm 2008, Josh trình diễn ca khúc God bless America tại sân vận động Yankee thành phố New York.
Ngày 29 tháng 8, Josh xuất hiện trên show truyền hình của Charlotte Church và song ca The prayer với Charlotte Church.
Ngày 21 tháng 9 năm 2008, Josh trình diễn một liên khúc những bài hát chủ đề và trong các bộ phim và show truyền hình quen thuộc tại Lễ kỷ niệm 60 giải thưởng Emmy.
Tháng 12 năm 2008, Groban tham gia chương trình truyền hình được yêu thích ở nước Anh Never Mind the Buzzcocks.Sau đó, anh cũng tham gia buổi hòa nhạc hoàng gia Royal Variety Show cho trước Hoàng tử xứ Wales.
Ngày 18 tháng 1 năm 2009, Josh trình diễn tại buổi hòa nhạc mừng lễ nhận chức của Tổng thống Barack Obama, song ca My Country 'Tis of Thee với Heather Headley.
Tháng 3 năm 2009, Groban hát lại những ca khúc của Casey Tatum trong chương trình Tim and Eric Awesome Show, Great Job.
Cuối tháng 4 năm 2009, Groban xuất hiện trên show truyền hình nổi tiếng của Oprah Winfrey và khiến khán giả kinh ngạc vì âm vực mênh mông của mình.
Ngày 30 tháng 5 năm 2009, Josh thực hiện đêm diễn An Evening in New York city với kênh truyền thông PBS.
Ngày 19 tháng 6 năm 2009, Josh Groban được giới thiệu tại Hollywood Bowl Hall of Fame cùng với nữ danh ca opera Kiri Te Tanawa. Anh là nghệ sĩ trẻ nhất được vinh danh tại đây.

## Hoạt động từ thiện
Josh Groban đã tham gia trình diễn tại rất nhiều chương trình ca nhạc từ thiện bao gồm Save the Music (2005), Tsunami Aid: A Concert of Hope (2005), Fifth Adopt-A-Annual Minefield concert (2005), 2nd Annual Grammy Jam (2005), Live 8 (2005), The Heart Foundation Gala (2005)và Gala âm nhạc từ thiện David Foster và Bạn bè (2006).
Sau chuyền thăm cựu tổng thống Nam Phi Nelson Mandela năm 2004, Josh lập quỹ từ thiện Josh Groban để trợ giúp các trẻ em nghèo trong học tập, chăm sóc sức khỏe và hoạt động nghệ thuật. Anh cũng trở thành đại sức chính thức của dự án 46664, một chiến dịch nâng cao kiến thức phòng chống HIV/AIDS tại châu Phi. Tháng 9 năm 2007, Josh tặng $ 150,000 cho Trường Charlotte-Mecklenburg gây quỹ giáo dục âm nhạc. Tháng 2 năm 2008, anh xuất hiện tại show từ thiện One Night Live ở Toronto, Canada với các nghệ sĩ Bryan Adams, Sarah McLachlan, Jann Arden và Ryan Dan ủng hộ dự án chăm sóc bà mẹ và trẻ em của Bệnh viên Sunnybrook. Vào sinh nhật lần thứ 27 của Josh Groban, những người hâm mộ anh đã thực hiện chiến dịch "Raise 27", ủng hộ quỹ Josh Groban tới $44,227 gửi tới Trại trẻ mồ côi Siyawela ở Nam Phi.

## Đời sống cá nhân và ảnh hưởng
Một số ca khúc của Josh Groban ảnh hưởng bởi âm nhạc của Radiohead, Steve Perry, Paul Simon, Sting, Peter Gabriel, Freddie Mercury và Björk, cũng như Mandy Patinkin, Klaus Nomi, George Hearn, và Luciano Pavarotti.
Josh Groban từng hò hẹn với diễn viên điện ảnh January Jones từ năm 2003 đến năm 2006, và Kat Dennings từ năm 2014 đến năm 2016. Anh bắt đầu hẹn hò với nữ diễn viên kiêm nhà văn Schuyler Helford từ năm 2017.
Hiện tại, Groban sống tại Los Angeles, California.